# Steve Toussaint
Steve Toussaint (Birmingham, 22 de março de 1965) é um ator britânico, mais conhecido por seus papéis em Prince of Persia: Sands of Time (2010), Judge Dredd (1995) e Shooting Dogs (2005). Ele ganhou mais reconhecimento ao ser escalado como Lorde Corlys Velaryon na série de televisão da HBO House of the Dragon, uma prequela de Game of Thrones (2011–2019).

## Biografia

### Início de vida
Steve Toussaint nasceu em Birmingham (Reino Unido) no dia 22 de março de 1965, sendo filho de pais barbadianos. Aos três anos de idade, ele se mudou para o sudeste de Londres com sua família. Ainda pequeno, ele frequentou a Grammar School em Deptford. Desde a infância, ele se interessou por peças e teatro, e fez parte das produções dramáticas de sua escola e atuou em algumas de suas peças. Em sua juventude, Steve se formou em Política na Universidade de Sussex. Durante este tempo, ele também participou de peças de sua universidade.

### Carreira
Ele conseguiu um emprego em um Merchant Bank, mas deixou esse emprego e se mudou para os Estados Unidos para tentar atuar; ele frequentou aulas noturnas de atuação e começou a trabalhar em uma companhia de teatro. Steve teve seu sobrenome legalmente alterado para "Toussaint" porque seu nome de nascimento conflitava com um membro preexistente do sindicato de atores. Ele escolheu seu sobrenome devido a Toussaint Louverture, o líder revolucionário do Haitain (na época ele estava lendo sobre ele em "The Black Jacobins" de C.L.R. James).
Seu primeiro trabalho no cinema foi em ID (1995), e no mesmo ano apareceu em Judge Dredd, filme de ficção científica estrelado por Sylvester Stallone. Em 2005, apareceu em Shooting Dogs, filme baseado nas experiências do produtor de notícias da BBC David Belton, que trabalhou em Ruanda durante o genocídio. O filme foi rodado no local original. Ele também trabalhou em Broken Lines (2008), Prince of Persia: The Sands of Time (2010) e Red, White and Blue (2020).
Ele fez sua estreia na televisão com The Memoirs of Sherlock Holmes (1994). Mais tarde, ele participou de outros projetos televisivos notáveis como Macbeth (1998), Jack of Hearts (1999), The Bill (1999-2005), Doctors (2002-2010), CSI: Miami (2007-2008) e Doctor Who (2020).
Em 11 de fevereiro de 2021, foi anunciado que Toussaint interpretaria Corlys Velaryon em House of the Dragon, uma prequela da série de TV Game of Thrones (2011-2019). A série prequela é baseada no romance de George R. R. Martin, Fire & Blood (2018), e se passa duzentos anos antes de Game of Thrones e teve estreia marcada para agosto de 2022. Em entrevista ao Radio Times, Toussaint revelou ter sofrido ataques racistas na internet após ser escalado como Corlys Velaryon, uma vez que o personagem é descrito com os mesmos traços valirianos que os Targaryen, e possivelmente ser um homem branco.

### Vida pessoal
Quase nada se sabe sobre vida pessoal de Toussaint. Houve especulações de que ele tem esposa e filha, mas nada foi confirmado por ele ou em suas redes sociais. Ele parece ser divorciado, e sua filha vive com sua esposa.

## Filmografia

### Televisão
| Ano             | Título                         | Papel                                   | Nota                            |
| --------------- | ------------------------------ | --------------------------------------- | ------------------------------- |
| 1994            | The Memoirs of Sherlock Holmes | Steve Dixion                            | 1 episódio                      |
| 1994–2000       | The Knock                      | Barry Christie                          | Elenco regular; 37 episódios    |
| 1996            | Crucial Tales                  | Robert                                  |                                 |
| 1998            | Macbeth                        | Lennox                                  | Telefilme                       |
| 1999            | Doomwatch: Winter Angel        | Luke                                    | Telefilme                       |
| 1999            | Casualty                       | Martin Devern                           |                                 |
| 1999–2005       | The Bill                       | Nick Austin / Clive Isley / Mike Hurley | 11 episódios                    |
| 2002            | Waking the Dead                | Charlie Bellows                         | 2 episódios                     |
| 2002–2010       | Doctors                        | Mike Trent / Tom Dumasai                | 16 episódios                    |
| 2003            | Murder in Mind                 | Chris Hewson                            |                                 |
| 2007–2008       | CSI: Miami                     | Juiz Hugo Kamp                          | 3 episódios                     |
| 2009            | New Tricks                     | Grant Lindon                            |                                 |
| 2010            | Skins                          | Padre Babajide                          |                                 |
| 2014            | Silent Witness                 | Pastor Funmi Lambo / Richard Parkwood   |                                 |
| 2014            | Scott & Bailey                 | Will Pemberton                          | 4 episódios                     |
| 2014            | Line of Duty                   | Ray Mallick                             |                                 |
| 2015            | Inspector Lewis                | Joseph Moody                            | 6 episódios                     |
| 2015            | Tut                            | Rei Tushratta                           | Minissérie                      |
| 2015            | DCI Bank                       | Michael Osgood                          |                                 |
| 2018            | Death in Paradise              | Seadman King                            |                                 |
| 2018            | Pine Gab                       | Ethan James                             | Elenco regular; Minissérie      |
| 2018            | Our Girl                       | Roger Mendez                            |                                 |
| 2020            | Doctor Who                     | Feekat                                  |                                 |
| 2020            | Small Axe                      | Kenneth Logan                           | Episódio: "Red, White and Blue" |
| 2021            | It's a Sin                     | Alan Baxter                             | Minissérie                      |
| 2022 – presente | House of the Dragon            | Lorde Corlys Velaryon                   | Elenco regular                  |

### Cinema
| Ano  | Título                              | Papel                           | Nota           |
| ---- | ----------------------------------- | ------------------------------- | -------------- |
| 1995 | I.D                                 | Fã de Shadwell                  |                |
| 1995 | Judge Dredd                         | Líder do Esquadrão de Caçadores |                |
| 2000 | Circus                              | Black                           |                |
| 2003 | The Order                           | Detetive de Nova York           |                |
| 2005 | Shooting Dogs                       | Roland                          |                |
| 2007 | Roadblock                           | Sargento Garret Young           | Curta-metragem |
| 2008 | Mutant Chronicles                   | Capitão John McGuire            |                |
| 2008 | Broken Lines                        | Physio                          |                |
| 2010 | Prince of Persia: The Sands of Time | Seso                            |                |

### Videogame
| Ano  | Título                     | Papel (voz)    |
| ---- | -------------------------- | -------------- |
| 2018 | Jurassic World Evolution   | George Lambert |
| 2021 | Jurassic World Evolution 2 | George Lambert |